# Підгайчицька сільська рада
Підга́йчицька сільська́ ра́да — адміністративно-територіальна одиниця та орган місцевого самоврядування в Теребовлянському районі Тернопільської області. Адміністративний центр — село Підгайчики.

## Загальні відомості
- Підгайчицька сільська рада утворена в 1939 році.
- Територія ради: 6,893 км²
- Населення ради: 2 367 осіб (станом на 2001 рік)
- Територією ради протікає річка Серет.

## Населені пункти
Сільській раді підпорядковані населені пункти:
- с. Підгайчики
- с. Малів
- с. Семенів
- с. Зеленче
- с. Підгора

## Склад ради
Рада складається з 16 депутатів та голови.
- Голова ради: Кривінська Галина Миколаївна
- Секретар ради: Бурачок Софія Петрівна

### Керівний склад попередніх скликань
| Прізвище, ім'я, по батькові  | Основні відомості                                    | Дата обрання | Дата звільнення |
| ---------------------------- | ---------------------------------------------------- | ------------ | --------------- |
| Лукачик Іван Григорович      | Сільський голова, 1946 року народження, безпартійний | 26.03.2006   | 31.10.2010      |
| Кривінська Галина Миколаївна | Сільський голова, 1968 року народження, освіта вища  | 31.10.2010   |                 |

Примітка: таблиця складена за даними сайту Верховної Ради України

### Депутати
За результатами місцевих виборів 2010 року депутатами ради стали:

#### За суб'єктами висування
| Суб'єкт висування | Кількість обраних депутатів | %   |
| ----------------- | --------------------------- | --- |
| Самовисування     | 16                          | 100 |

#### За округами
| № округу | Прізвище, ім'я, по батькові     | Дата визнання обраним | Освіта             | Партійна приналежність                        | Відомості про обраного депутата                       |
| -------- | ------------------------------- | --------------------- | ------------------ | --------------------------------------------- | ----------------------------------------------------- |
| 1        | Гундзик Володимир Степанович    | 01.11.2010            | середня спеціальна | член Всеукраїнського об'єднання «Батьківщина» | ПАП «Лан» с. Підгайчики, директор                     |
| 2        | Бурачок Софія Петрівна          | 01.11.2010            | середня спеціальна | позапартійна                                  | Підгайчицька сільська рада, секретар                  |
| 3        | Кузьо Галина Володимирівна      | 01.11.2010            | середня спеціальна | член Всеукраїнського об'єднання «Батьківщина» | Підгайчицька лікарська амбулаторія, сімейна медсестра |
| 4        | Родь Петро Анатолійович         | 01.11.2010            | вища               | член Політичної партії «Наша Україна»         | Підгайчицька загальноосвітня школа І-ІІ ст., вчитель  |
| 5        | Яцик Роман Андрійович           | 01.11.2010            | середня            | позапартійний                                 | Бар «Міраж» с. Підгайчики                             |
| 6        | Шумада Володимир Григорович     | 01.11.2010            | середня            | позапартійний                                 | Церква Успення Богородиці, священно- служитель        |
| 7        | Цаплап Галина Олегівна          | 01.11.2010            | вища               | позапартійна                                  | Підгайчицька сільська рада, бухгалтер                 |
| 8        | Паланюк Володимир Іванович      | 01.11.2010            | середня            | позапартійний                                 | приватний підприємець                                 |
| 9        | Снятинська Галина Василівна     | 01.11.2010            | вища               | позапартійна                                  | Підгайчицька сільська рада, бухгалтер                 |
| 10       | Кривінська Галина Миколаївна    | 01.11.2010            | вища               | член Соціалістичної партії України            | Магазин «Урожай» м. Теребовля                         |
| 11       | Кривінський Роман Богданович    | 01.11.2010            | середня            | позапартійний                                 | тимчасово не працює                                   |
| 12       | Собик Ярослав Збишкович         | 01.11.2010            | середня            | позапартійний                                 | Насіннєва станція м. Теребовля, водій                 |
| 13       | Голембйовський Михайло Іванович | 01.11.2010            | середня            | член Всеукраїнського об'єднання «Батьківщина» | приватний підприємець                                 |
| 14       | Сокол Петро Володимирович       | 01.11.2010            | середня            | позапартійний                                 | приватний підприємець                                 |
| 15       | Гонца Іван Іванович             | 01.11.2010            | вища               | позапартійний                                 | приватний підприємець                                 |
| 16       | Солтис Володимир Євгенович      | 01.11.2010            | вища               | член Соціалістичної партії України            | пенсіонер                                             |